# Construyendo la ciudad
Construyendo la ciudad (We Built This City, en inglés) fue un documental del canal de televisión Discovery Channel que mostraba la historia de algunas ciudades del mundo, partiendo de sus humildes orígenes (romanos, galos u holandeses), hasta llegar a los retos que han superado a lo largo del tiempo, desde plagas, incendios, revoluciones y guerras.
Dando todo esto finalmente como resultado, el crecimiento de esta ciudades, hasta llegar a la actualidad y convertirse en las mayores urbes del planeta.
El director del primer capítulo fue, Paul Burgess, luego sería, Jeremy Llewellyn-Jones y finalmente Alexander Marengo.

## Episodios
| Número de episodio | Nombre de episodio en inglés | Nombre de episodio en español      | año de estreno |
| ------------------ | ---------------------------- | ---------------------------------- | -------------- |
| 1                  | We Built This City: London   | Construyendo la ciudad: Londres    | 2003           |
| 2                  | We Built This City: Paris    | Construyendo la ciudad: París      | 2003           |
| 3                  | We Built This City: New York | Construyendo la ciudad: Nueva York | 2003           |